# William Morgan (antymason)
William Morgan (ur. 7 sierpnia 1774 w Culpeper, Wirginia, zm. po 11 września 1826) – amerykański rzemieślnik i mason. Mieszkaniec Batavii w stanie Nowy Jork, którego zniknięcie i przypuszczalne morderstwo w 1826 roku, zapoczątkował potężny ruch przeciwko masonerii, która na początku istnienia Stanów Zjednoczonych była bardzo wpływową organizacją.

## Życiorys
W połowie lat 20. XIX wieku zaczęły powstawać pierwsze grupy sprzeciwiające się działalności wolnomularskiej w Stanach Zjednoczonych. W 1826 roku William Morgan, który sam był masonem, niezadowolony z działalności loży, postanowił upublicznić działalność jej członków, wydając książkę ujawniającą ich tajemnice. Po ogłoszeniu tego planu, 11 września tego samego roku został aresztowany za rzekome niespłacenie pożyczki i rzekomą kradzież koszuli oraz krawata i uprowadzony do Fortu Niagara, gdzie słuch o nim zaginął. 
Zniknięcie i domniemana śmierć Morgana wzmogła nastroje antymasońskie w społeczeństwie amerykańskim. Rok później po odnalezieniu niezidentyfikowanych zwłok w pobliżu rzeki Niagara (które uznano za zwłoki Morgana), pierwsze grupy przeciwne wolnomularstwu zorganizowały konwencję. W 1828 roku powołano komitet polityczny, którego celem było utworzenie antymasońskiej partii. Choć pojawiły się spekulacje, że Morgan nadal żyje w Kanadzie pod inną tożsamością, trzech masonów, Loton Lawon, Nicholas Chesebro i Edward Sawyer, zostało oskarżonych i skazanych za porwanie Morgana.

## Galeria

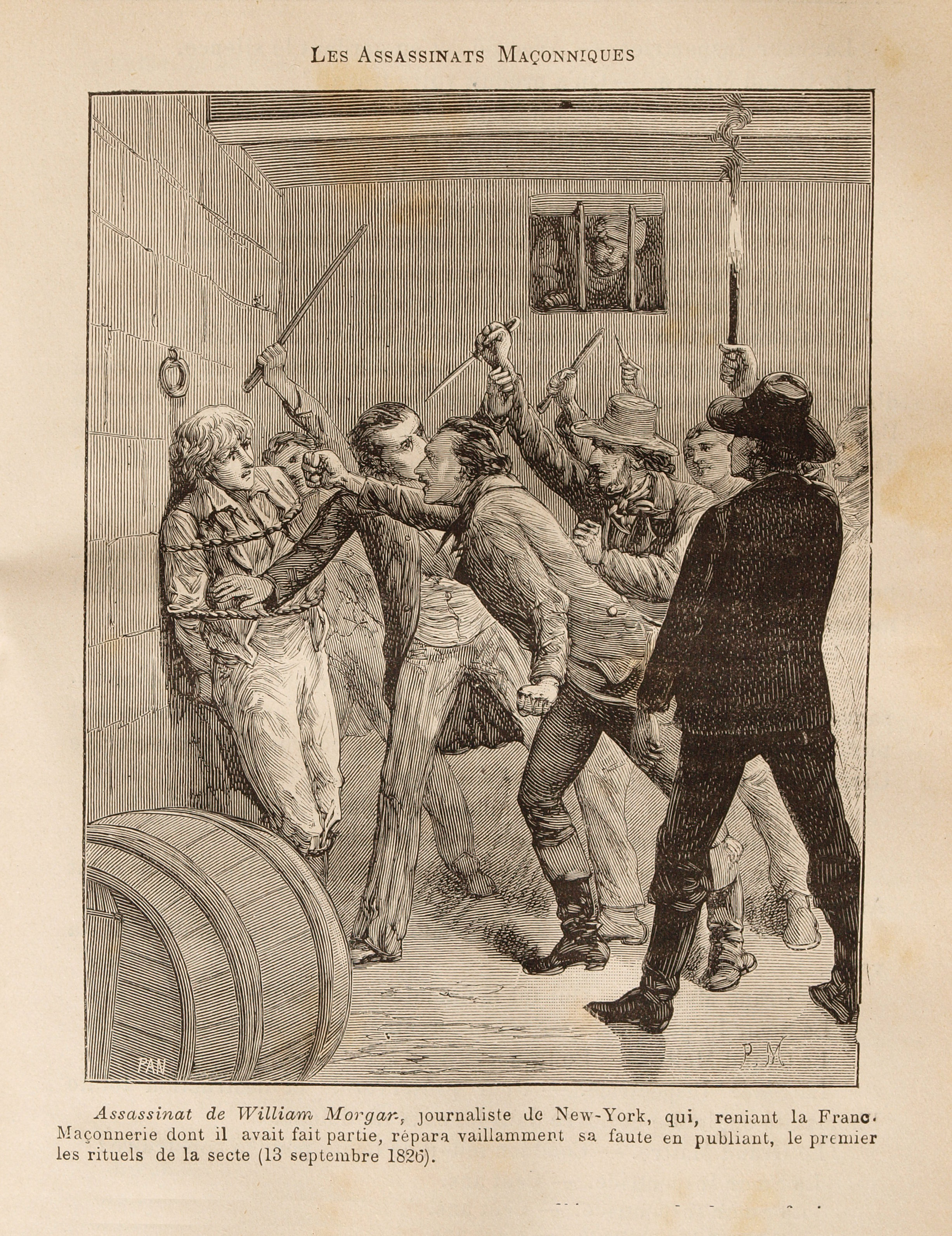
Zabójstwo Williama Morgana (rycina autorstwa Pierre Méjanel)
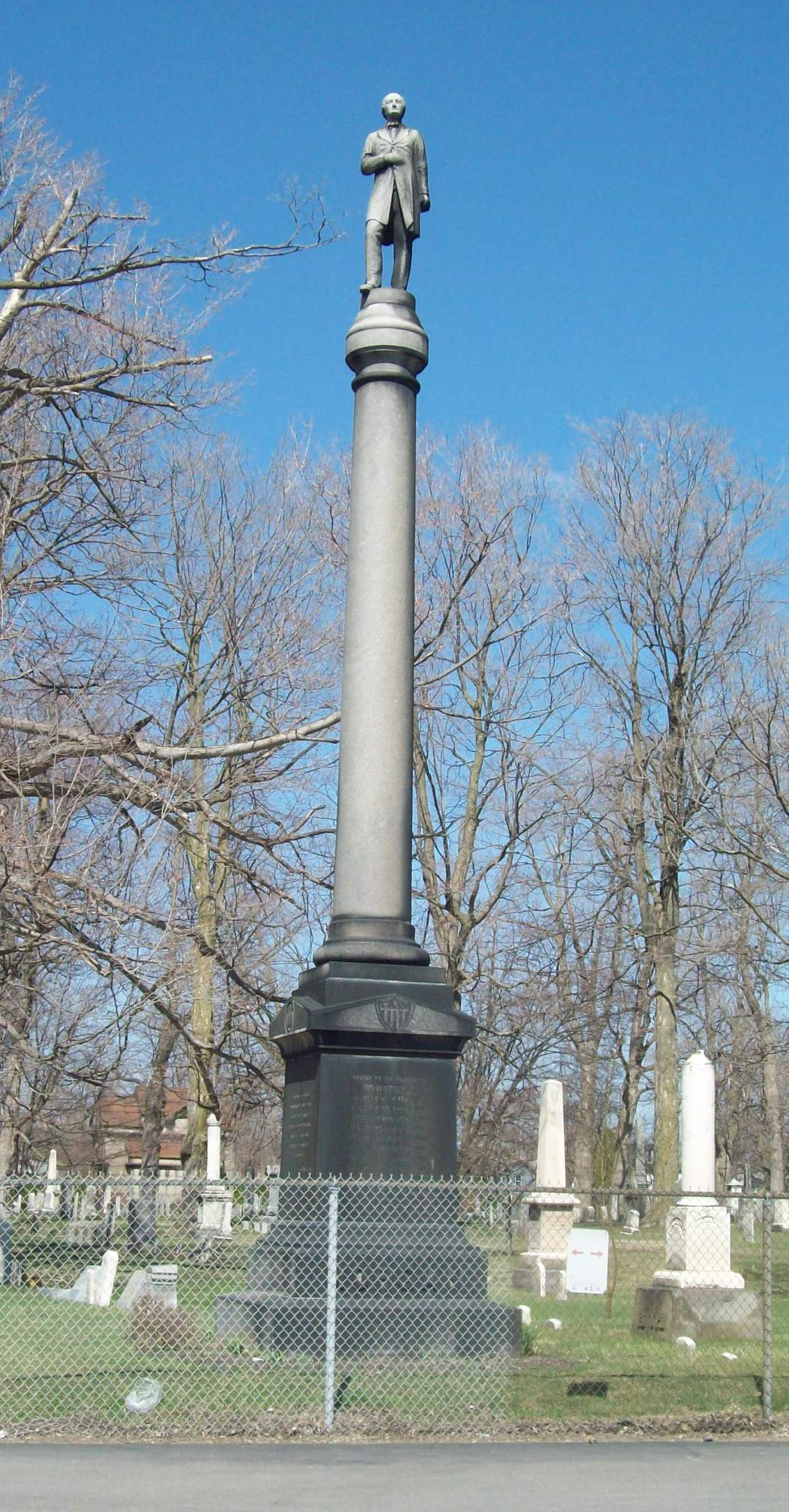
Pomnik Williama Morgana, Batavia Cemetery, kwiecień 2011